# Akwarium (czasopismo)
Akwarium – polski dwumiesięcznik poświęcony akwarystyce, w szczególności aspektom hodowlanym. 
W latach 1959–1992 czasopismo Polskiego Związku Akwarystów. Od roku 1999 do 2002 wychodziło drukiem niesamoistnie jako dodatek do miesięcznika Nasze Akwarium. W 2011 roku tytuł powrócił na rynek nakładem wydawnictwa Pet Publications. W 2014 roku zawieszono jego wydawanie, koncentrując się na prowadzeniu miesięcznika Magazyn Akwarium.